# Posłowie z okręgu Gniezno (II RP)
Posłowie na Sejm II RP z okręgu Gniezno - lista posłów według kadencji.

## Posłowie na Sejm Ustawodawczy (1919–1922)
- Stanisław Adamski (NChKR)
- Edmund Bigoński (NChKR)
- Kazimierz Brownsford (ZLN)
- Antoni Chłapowski (ZLN)
- Władysław Grabski (ZLN)
- Antoni Grzesiński (ZLN)
- Jan Jakubowski (ZLN)
- Zenon Lewandowski (NChKR)
- Stanisław Miedziński (NChKR)

## Posłowie na Sejm RP I kadencji (1922–1927)
- Stefan Bratkowski (KChN)
- Kazimierz Brownsford (ZLN)
- Jan Frąckowiak
- Józef Kowalski (NPR)
- Wawrzyniec Lisiecki (NPR)
- Zygmunt Rabski (NPR)
- Józef Przybyszewski (ChZJN)

## Posłowie na Sejm RP II kadencji (1928–1930)
- Jan Brzeziński (NPR)
- Kazimierz Czyszewski (ChD)
- Antoni Lewandowski (ZLN)
- Mieczysław Michałkiewicz (PSL ,,Piast”)

## Posłowie na Sejm RP III kadencji (1930–1935)
- Jan Brzeziński (NPR)
- Witold Jeszke (BBWR)
- Antoni Lewandowski (KN)
- Stanisław Mikołajczyk (Centrolew)
- Jan Przanowski (KN)

## Posłowie na Sejm RP V kadencji (1938–1939)
- Maksymilian Bartsch (OZN)
- Stanisław Ratajczyk (OZN)